# ロバート・キロガ
ロバート・キロガ（Robert Quiroga、1969年10月10日 - 2004年8月16日）は、アメリカ合衆国の男性プロボクサー。テキサス州サンアントニオ出身。元IBF世界スーパーフライ級王者。

## 来歴
1987年3月16日、キロガは地元サンアントニオでデビューを果たし2回TKO勝ちを収め白星でデビューを飾った。
1988年10月2日、全米ランカーアルバロ・メルカドと対戦し5回TKO勝ちを収め全米ランカー入りを果たした。
1989年7月7日、サンアントニオのサンケン・ガーデンズでジョイ・オリボとWBCアメリカ大陸スーパーフライ級王座決定戦を行い、12回判定勝ちを収め王座獲得に成功し、WBCでの世界ランカー入りを果たす。
1989年12月1日、フリーマン・コロシアムでUSBA全米スーパーフライ級王者レイ・メデルと対戦し12回判定勝ちを収め王座獲得に成功した。
1990年4月21日、世界初挑戦がキロガ初の海外試合。イギリスタイン・アンド・ウィアサンダーランドのクラウツリー・レジャー・センターでIBF世界スーパーフライ級王者ファン・ポロ・ペレスと行い、12回3-0の判定勝ちを収め王座獲得に成功した。
1990年10月6日、イタリアシチリア州パリアーラのタウン・スクエアーでブヤニ・ネネと対戦し初回と3回にダウンを奪うなど優位に進め3回終了時棄権によるTKO勝ちを収め初防衛に成功した。
1991年1月26日、シチリア州カーポ・ドルランドのプラゼット・デッロ・スポートでビンセンゾ・ベルカストロと対戦しキャリア初の苦戦を演じながらも12回2-1の判定勝ちを収め2度目の防衛に成功した。
1991年6月15日、24戦無敗のキッド・アキームと対戦し接戦になりながらも12回3-0の判定勝ちを収め3度目の防衛に成功した。打ち合いの試合が評価されて1991年度リングマガジン ファイト・オブ・ザ・イヤーに選出された。試合後意識を失って病院に搬送され急性硬膜下血腫と診断されてすぐに開頭手術を行うほどの激闘で、アキームはこの試合を最後に23歳で現役を引退した。
1992年2月14日、24戦無敗のカルロス・メルカドと対戦し12回3-0の判定勝ちを収め4度目の防衛に成功した。
1992年7月11日、元WBO世界スーパーフライ級王者ホセ・ルイスとネバダ州ラスベガスのアラジンで行われ12回2-0の僅差判定勝ちを収め5度目の防衛に成功した。1人がドローで残りの2人は1点差(114-113)の接戦だった。
1993年1月16日、サンアントニオのフリーマン・コロシアムでフリオ・セサール・バルボアと対戦し初黒星となる12回2分30秒TKO負けを喫し6度目の防衛に失敗し王座から陥落した。
1995年1月7日、2年振りの復帰戦をフリーマン・コロシアムでアンシー・ゲデオンと対戦し3回にダウンを奪われるなど劣勢で8回0-2の判定負けを喫した試合を最後に現役を引退した。
その後はモーターサイクルで活動の幅を広げようとしたが2004年8月16日、所属グループのメンバーとトラブルになり刺殺された。34歳没。

## 獲得タイトル
- WBCアメリカ大陸スーパーフライ級王座
- USBA全米スーパーフライ級王座
- 第8代IBF世界スーパーフライ級王座（防衛5）

## 表彰
- 1991年度リングマガジン ファイト・オブ・ザ・イヤー(キッド・アキーム戦)